# التعليم في بيرو
يخضع التعليم في البيرو لسلطة وزارة التعليم، التي تشرف على صياغة السياسة التعليمية الوطنية وتنفيذها والإشراف عليها. وفقًا لدستور البيرو، يكون التعليم إلزامياً ومجانياً في المدارس الحكومية لمراحل التوجيه قبل المدرسي، والابتدائي والثانوي. كما أن التعليم مجاني في الجامعات الحكومية للطلاب ذوي الأداء الجيّد غير القادرين على دفع الرسوم الدراسية.
طوال تاريخ بيرو، ظل الهيكل التعليمي ونوعية التعليم في البلاد سيئين. روجت النخب التي نظمت النظام التعليمي لنظم المحافظة والسلطوية بينما دافعت أيضًا عن التدرج الاجتماعي الذي منع انطلاق حراك اجتماعي من شأنه تحسين حياة المواطنين  وقد ساهم عدم فعالية التنظيم والفساد وعدم اهتمام الحكومة بالتحسينات في انخفاض جودة البنية التعليمية في بيرو. إن افتقار بيرو إلى اعتماد التعليم العالي واعتمادها على منهجية الاستخراجية لاستخراج الموارد الطبيعية - حيث لا يتطلب التعدين الكثير من الدعم العلمي - كان أيضًا ضارًا بالجامعات والمرافق البحثية داخل البلاد. كما تسبب الكونجرس مؤخرًا بإضعاف معايير الاعتماد في الجامعات بشكل أكبر.
وجدت مبادرة قياس حقوق الإنسان (HRMI) أن بيرو تحقق 90.5% مما ينبغي أن تحققه فيما يتعلق بالحق في التعليم على أساس مستوى دخل البلاد. وتحلل المبادرة الحق في التعليم من خلال النظر إلى الحق في التعليم الابتدائي والتعليم الثانوي. مع الأخذ في الاعتبار مستوى الدخل في بيرو، تحقق الدولة 89.3% مما ينبغي أن يكون ممكنًا بناءً على مواردها (الدخل) للتعليم الابتدائي و91.6% للتعليم الثانوي.
حلّت بيرو في المرتبة 76 في مؤشر الابتكار العالمي عام 2023، وتقدّمت للمركز 75 في مؤشر عام 2024.

## إحصائيات

### جودة التعليم
في عام 2009، وضع برنامج التقييم الدولي للطلاب (PISA)، الذي أنشأته منظمة التعاون الاقتصادي والتنمية، بيرو في المرتبة الأخيرة من بين دول أمريكا اللاتينية التسع المشاركة. وفقاً البرنامج الدولي لتقييم الطلبة الذي أطلقته منظمة التعاون الاقتصادي والتنمية  عام 2018، كانت مرتبة بيرو منخفضة، حيث احتلت المرتبة 64 من بين 77 دولة مدرجة. صنّفت مقالة  يو إس نيوز آند وورد ريبورت لأفضل الدول للتعليم لعام 2020 بيرو في المرتبة 59 من بين 73 دولة من حيث جودة التعليم فيها.

### التمويل
عام 1963، خصّصت الحكومة الوطنية 20.70% من ميزانيتها الإجمالية للتعليم. بحلول عام 2000، في ظل حكومة فوجيموري، انخفضت هذه النسبة إلى 15.25% من الميزانية الوطنية. بحلول عام 2010، انخفضت النسبة مرة أخرى إلى مستوى منخفض قدره 13.55%، منذ عام 2012، ارتفع التمويل باستمرار، حيث بلغت نسبة إنفاق الميزانية الوطنية على التعليم 17.49% عام 2019.

## مراحل التعليم
| Minimum age (common) | السنوات          | الأشهر                 | المدارس | المدارس                                                                    |
| -------------------- | ---------------- | ---------------------- | --- | -------------------------------------------------------------------------- |
| 2-3                  | N/A              | N/A                    | الحضانة | Estimulación Temprana                                                      |
| 3-4                  | 3 سنوات          | N/A                    | الروضة | Kinder / Educación inicial                                                 |
| 4-5                  | 4 años           | مارس-ديسمبر            | الروضة | Kinder / Educación inicial                                                 |
| 5-6                  | 5 años           | مارس-ديسمبر            | الروضة | Kinder / Educación inicial                                                 |
| التعليم الإلزامي     |                  |                        | |                                                                            |
| 6-7                  | 1° de Primaria   | مارس-ديسمبر            | المدارس الابتدائية / المدارس الابتدائية                                                                                      | Primaria / Educación básica                                                |
| 7-8                  | 2° de Primaria   | مارس-ديسمبر            | المدارس الابتدائية / المدارس الابتدائية                                                                                      | Primaria / Educación básica                                                |
| 8-9                  | 3° de Primaria   | مارس-ديسمبر            | المدارس الابتدائية / المدارس الابتدائية                                                                                      | Primaria / Educación básica                                                |
| 9-10                 | 4° de Primaria   | مارس-ديسمبر            | المدارس الابتدائية / المدارس الابتدائية                                                                                      | Primaria / Educación básica                                                |
| 10-11                | 5° de Primaria   | مارس-ديسمبر            | المدارس الابتدائية / المدارس الابتدائية                                                                                      | Primaria / Educación básica                                                |
| 11-12                | 6° de Primaria   | مارس-ديسمبر            | المدارس الابتدائية / المدارس الابتدائية                                                                                      | Primaria / Educación básica                                                |
| 12-13                | 1° de Secundaria | مارس-ديسمبر            | المدارس الثانوية / المدارس الثانوية بكالوريوس/ مدارس مقاطعة هنريكو العامة (حصري فقط في المدارس الخاصة والكليات عالية الأداء) | Secundaria / Educación secundaria Bachillerato /Bachillerato Internacional |
| 13-15                | 2° de Secundaria | مارس-ديسمبر            | المدارس الثانوية / المدارس الثانوية بكالوريوس/ مدارس مقاطعة هنريكو العامة (حصري فقط في المدارس الخاصة والكليات عالية الأداء) | Secundaria / Educación secundaria Bachillerato /Bachillerato Internacional |
| 14-16                | 3° de Secundaria | مارس-ديسمبر            | المدارس الثانوية / المدارس الثانوية بكالوريوس/ مدارس مقاطعة هنريكو العامة (حصري فقط في المدارس الخاصة والكليات عالية الأداء) | Secundaria / Educación secundaria Bachillerato /Bachillerato Internacional |
| 15-17                | 4° de Secundaria | مارس-ديسمبر            | المدارس الثانوية / المدارس الثانوية بكالوريوس/ مدارس مقاطعة هنريكو العامة (حصري فقط في المدارس الخاصة والكليات عالية الأداء) | Secundaria / Educación secundaria Bachillerato /Bachillerato Internacional |
| 16-17                | 5° de Secundaria | مارس-ديسمبر            | المدارس الثانوية / المدارس الثانوية بكالوريوس/ مدارس مقاطعة هنريكو العامة (حصري فقط في المدارس الخاصة والكليات عالية الأداء) | Secundaria / Educación secundaria Bachillerato /Bachillerato Internacional |
| التعليم العالي       |                  |                        | |                                                                            |
| N/A                  | السنة الأولى     | الفصلين الأول والثاني  | جامعة - بكالوريوس / إجازة جامعية                                                                                             | Licenciatura - Bachillerato / Educación superior                           |
| N/A                  | السنة الثانية    | الفصلين الثالث والرابع | جامعة - بكالوريوس / إجازة جامعية                                                                                             | Licenciatura - Bachillerato / Educación superior                           |
| N/A                  | السنة الثالثة    | الفصلين الخامس والسادس | جامعة - بكالوريوس / إجازة جامعية                                                                                             | Licenciatura - Bachillerato / Educación superior                           |
| N/A                  | السنة الرابعة    | الفصلين السابع والثامن | جامعة - بكالوريوس / إجازة جامعية                                                                                             | Licenciatura - Bachillerato / Educación superior                           |
| N/A                  | السنة الخامسة    | الفصلين التاسع والعاشر | جامعة - بكالوريوس / إجازة جامعية                                                                                             | Licenciatura - Bachillerato / Educación superior                           |
| N/A                  | N/A              | ...                    | الماجستير | Maestría                                                                   |
| N/A                  | N/A              | ...                    | الدكتوراة | Doctorado - Ph.D                                                           |

### منشورات
- Espinoza، G. Antonio (2013). Education and the State in Modern Peru: Primary Schooling in Lima, 1821–c. 1921. Palgrave Macmillan. ISBN:978-1349464043.

## روابط خارجية
- باللغة الإسبانية بوابة وزارة التعليم